# Lisa Hauser
Lisa Theresa Hauser (Kitzbühel, 16 dicembre 1993) è una biatleta austriaca, campionessa mondiale della partenza in linea a Pokljuka 2021.

## Biografia

### Stagioni 2013-2018
In Coppa del Mondo ha esordito il 9 dicembre 2012 a Hochfilzen (15ª in staffetta) e ai campionati mondiali a Nové Město na Moravě 2013 (19ª in staffetta). Ha preso parte per la prima volta ai Giochi olimpici invernali a Soči 2014 piazzandosi 27ª nella sprint, 38ª nell'inseguimento, 35ª nell'individuale e 8ª nella staffetta mista.
L'anno dopo ha partecipato per la prima volta a gare iridate individuali a Kontiolahti 2015 (24ª nella sprint, 21ª nell'inseguimento, 26ª nell'individuale, 13ª nella partenza in linea, 10ª nella staffetta e 5ª nella staffetta mista). Il 7 febbraio 2016 a Canmore ha ottenuto il primo podio in Coppa del Mondo (2ª in staffetta singola mista) e ai successivi mondiali di Oslo Holmenkollen 2016 si è classificata 16ª nella sprint, 20ª nell'inseguimento, 13ª nell'individuale, 21ª nella partenza in linea, 12ª nella staffetta e 5ª nella staffetta mista. La stagione seguente ai mondiali di Hochfilzen 2017 si è piazzata 23ª nella sprint, 26ª nell'inseguimento, 61ª nell'individuale, 25ª nella partenza in linea e 9ª nella staffetta mista e il 12 marzo 2017 a Kontiolahti ha conquistato in staffetta singola mista la prima vittoria in Coppa del Mondo. L'anno successivo ha partecipato ai Giochi di Pyeongchang 2018 nei quali si è posizionata 62ª nella sprint, 41ª nell'individuale e 10ª nella staffetta mista.

### Stagioni 2019-2025
Inizia il nuovo quadriennio olimpico con i mondiali di Östersund 2019 (70ª nella sprint, 7ª nell'individuale, 16ª nella staffetta e 8ª nella staffetta singola mista). L'anno seguente invece, a Anterselva 2020, si piazza 17ª nella sprint, 8ª nell'inseguimento, 51ª nell'individuale, 9ª nella partenza in linea, 12ª nella staffetta, 8ª nella staffetta mista e 6ª nella staffetta singola mista.
Nella stagione 2020-2021 coglie il primo podio e la prima vittoria individuale in Coppa del Mondo rispettivamente ad Oberhof (3ª nella sprint) e ad Anterselva nell'individuale, e anche le sue prime medaglie iridate a Pokljuka 2021 (oro nella partenza in linea e argento nell'inseguimento e nella staffetta mista oltre a giungere 9ª nella sprint, 4ª nell'individuale, 7ª nella staffetta e 6ª nella staffetta singola mista). Inoltre chiude l'annata vincendo la Coppa del Mondo di individuale ex aequo con l'italiana Dorothea Wierer.
L'anno successivo ai Giochi di Pechino 2022 si classifica 4ª nella sprint, 7ª nell'inseguimento, 17ª nell'individuale, 11ª nella partenza in linea, 9ª nella staffetta e 10ª nella staffetta mista. Al termine della stagione si classifica terza nella classifica generale di Coppa del Mondo; ai Mondiali di Oberhof 2023 ha vinto la medaglia d'argento nella staffetta mista individuale, si è classificata 13ª nella sprint, 27ª nell'inseguimento, 9ª nella partenza in linea, 32ª nell'individuale, 5ª nella staffetta e 4ª nella staffetta mista, a quelli di Nové Město na Moravě 2024 si è piazzata 34ª nella sprint, 22ª nell'inseguimento, 22ª nell'individuale, 6ª nella partenza in linea, 8ª nella staffetta e 9ª nella staffetta mista individuale e a quelli di Lenzerheide 2025 è stata 26ª nella sprint, 15ª nell'inseguimento, 30ª nell'individuale, 12ª nella partenza in linea, 4ª nella staffetta e 8ª nella staffetta mista individuale.

## Palmarès

### Mondiali
- 4 medaglie:
  - 1 oro (partenza in linea[1] a Pokljuka 2021)
  - 3 argenti (staffetta mista[1], inseguimento[1] a Pokljuka 2021; staffetta mista individuale a Oberhof 2023)

### Mondiali juniores
- 4 medaglie:
  - 2 argenti (individuale a Obertilliach 2013; individuale a Presque Isle 2014)
  - 2 bronzi (sprint a Obertilliach 2013; staffetta a Presque Isle 2014)

### Coppa del Mondo
- Miglior piazzamento in classifica generale: 3ª nel 2022
- Vincitrice della Coppa del Mondo di individuale nel 2021
- 20 podi (10 individuali, 10 a squadre), oltre a quelli ottenuti in sede iridata e validi anche ai fini della Coppa del Mondo:
  - 6 vittorie (4 individuali, 2 a squadre)
  - 8 secondi posti (2 individuali, 6 a squadre)
  - 6 terzi posti (4 individuali, 2 a squadre)

#### Coppa del Mondo - vittorie
| Data             | Località                | Nazione   | Spec.                |
| ---------------- | ----------------------- | --------- | -------------------- |
| 11 marzo 2017    | Kontiolahti             | Finlandia | SMX (con Simon Eder) |
| 26 novembre 2017 | Östersund               | Svezia    | SMX (con Simon Eder) |
| 21 gennaio 2021  | Anterselva              | Italia    | IN                   |
| 2 dicembre 2021  | Östersund               | Svezia    | SP                   |
| 3 dicembre 2022  | Kontiolahti             | Finlandia | SP                   |
| 18 dicembre 2022 | Annecy Le Grand-Bornand | Francia   | MS                   |

Legenda:

SP = sprint

IN = individuale

MS = partenza in linea

SMX = staffetta singola mista